# هربرت إرفينغ برستون
هربرت إرفينغ برستون (بالإنجليزية: Herbert Irving Preston)‏ هو عسكري أمريكي، ولد في 6 أغسطس 1876 في نيوجيرسي في الولايات المتحدة، وتوفي في 8 ديسمبر 1928.